# دوروتا تنینگ
 دوروتا تنینگ (انگلیسی: Dorothea Tanning؛ ۲۵ اوت ۱۹۱۰ – ۳۱ ژانویهٔ ۲۰۱۲) یک نقاش اهل ایالات متحده آمریکا بود.